# Pont Megane (Nagasaki)
Le pont Megane (眼鏡橋, litt. « Le pont lunettes ») est un pont du Japon situé dans la ville de Nagasaki, sur l'île de Kyūshū.

## Géographie
Le pont Megane se trouve dans le quartier d'Uono, au centre de la ville de Nagasaki, environ 400 m en amont de l'embouchure du fleuve Nakashima (ja) qui traverse Nagasaki d'est en ouest et se jette dans la mer du Japon au port de la ville.
C'est un pont en arc d'une longueur de 22 m, d'une largeur de 3,65 m et s'élevant d'environ 5,5 m au-dessus du fleuve qu'il enjambe.

## Histoire
Le pont Megane fut construit en 1634 par le moine Mokusu Nyōjō, prêtre en chef du temple Kōfuku, fondé dix ans plus tôt.
Le 23 juillet 1982, une crue du fleuve Nakashima provoqua une inondation qui détruisit six des dix ponts enjambant le fleuve. Le pont Megane fut sérieusement endommagé. Cependant toutes les pierres qui le composaient purent être récupérées et le pont fut restauré et retrouva son apparence originale.
Afin de préserver le pont des catastrophes naturelles, des travaux de consolidation ont été réalisés en 1983 ; le lit de la rivière passant sous le pont a notamment été agrandi sur quelques mètres.
Depuis 1953, le pont est interdit à la circulation automobile.

## Toponymie
Le pont Megane doit son nom de « pont lunettes », au fait qu'avec son reflet dans l'eau du fleuve qu'il permet de traverser il forme l'image d'une paire de lunettes.

## Bien culturel important
Ce pont de pierre est inscrit sur la liste officielle des biens culturels importants du Japon depuis 1960, et serait le plus vieux pont en arc de l'archipel japonais.

## Cœurs en pierre
Sur les rives du fleuve Nakashima, à hauteur du pont Megane, des pierres en forme de cœur sont inscrustées dans les digues en pierre, ce qui ne manque pas d'attirer de nombreux visiteurs venus faire des vœux amoureux.

## Ailleurs au Japon
Un autre pont Megane se trouve dans le parc Isahaya, à Isahaya, toujours dans la préfecture de Nagasaki.